# Angilberto di Saint-Riquier
Angilberto di Saint-Riquier, o anche Sant'Angilberto di Centula o Sant'Enghelberto (750 circa – Saint-Riquier, 18 febbraio 814), è stato conte di Ponthieu e abate laico di Saint-Riquier, nonché importante poeta carolingio presso la Schola palatina.

## Origine
Figlio del conte di Saalgau, Nitardo, un nobile della corte (definito suo «fedele» nel documento n° 6 di re Pipino il Breve del 6 luglio 753) di Pipino il Breve e di Riccarda, figlia dell'abate di Saint-Quentin, Geronimo (figlio illegittimo di Carlo Martello) e di Ermetrude.

## Biografia
Nella breve descrizione che ne fa suo figlio Nitardo si conferma come non proveniva affatto da una famiglia di oscure origini e che si era guadagnato la stima di Carlo Magno, di cui era contemporaneo e soprattutto, secondo la Ex Vita Angilberti, un fedelissimo.
Secondo il Chronicon centulense, dopo che Carlomagno era salito al trono, Angilberto, per nobiltà e capacità, conquistò l'amicizia del sovrano. Fu allievo ed amico di Pietro da Pisa, cui dedicò un poema.
Tra il 780 ed il 790, Angilberto fu tra i tutori e funzionari del giovane re d'Italia Pipino, figlio di Carlomagno.
Sempre secondo il Chronicon centulense, nel 787, oltre ad essere conte palatino, ad Angilberto fu offerto in feudo un territorio marittimo, che, dopo averlo visitato, accettò divenendo conte di Ponthieu.
Nel 790 ad Angilberto fu affidata la guida, da abate laico, dell'abbazia di Saint-Riquier.
Ambasciatore di Carlo Magno presso il Papa nell'800, lo accompagnò all'incoronazione e ne fu tra i testimoni alla stesura del testamento (811). Il suo ruolo politico sembrò scemare dopo il viaggio a Roma, e Angilberto poté dedicarsi alla guida del monastero per il resto dei suoi giorni.
Morì poche settimane dopo Carlomagno e fu tumulato nell'abbazia di Saint-Riquier.
Ludovico il Pio, dopo essersi installato alla corte di Aquisgrana, allontanò da corte la sorella Berta, vedova di Angilberto.

## Opere
Angilberto fu avviato alle lettere grazie ad Alcuino di York e a Paolino II d'Aquileia e, come poeta, fece parte della Schola palatina col soprannome di Omero, come si deduce da una lettera di Carlomagno a Angilberto.
I suoi scritti sono perduti o dispersi: alcuni frammenti ci sono pervenuti in forma di citazione, e della sua produzione conosciamo la descrizione della chiesa di Saint-Riquier, una preghiera al santo fondatore, alcune poesie sparse, come un carme a Pipino in occasione della vittoria sugli Avari, qualche epitaffio. A lui fu attribuito, probabilmente a torto, il frammento superstite del Karolus Magnus et Leo papa, poema in esametri celebrante l'incontro tra l'imperatore e papa Leone III.

## Discendenti
Data l'amicizia che lo legava a Carlomagno, Angilberto, negli ultimi anni dell'VIII secolo, divenne l'amante e, dal 795 circa, convisse con Berta (779-829) figlia dell'imperatore e della sua terza moglie Ildegarda, anche perché il padre Carlomagno era contrario al matrimonio delle figlie; Berta è citata in un carme del poeta Teodolfo, dedicato a suo padre Carlomagno. Da tale unione nacquero due figli:
- Nitardo (prima dell'800-15 maggio 845), conte di Ponthieu e abate di Saint-Riquier.
- Hartnido (prima dell'800-?), citato dal fratello nella sua opera[2].

## Canonizzazione
È sconosciuta la data precisa di canonizzazione, tuttavia sappiamo che all'inizio del XII secolo molte furono le voci di miracoli sulla sua tomba, e queste giunsero fino a Roma; Jean Mabillon afferma che fu sotto il pontificato di Pasquale II (1099-1118) che Angilberto salì agli onori degli altari.

### Fonti primarie
- (LA) EINHARDI VITA KAROLI MAGNI..
- (LA) Monumenta Germaniae Historica, Diplomatum Karolinorum tomus I. URL consultato il 2 marzo 2020 (archiviato dall'url originale il 13 settembre 2014)..
- (LA) NITHARDUS, HISTORIARUM LIBRI QUATTUOR, LIBER QUARTUS [collegamento interrotto], su thelatinlibrary.com.
- (LA) Rerum Gallicarum et Francicarum Scriptores, tomus V..
- (LA) Monumenta Germanica Historica, Poetarum Latinorum Medii Aevi, tomus I. URL consultato il 2 marzo 2020 (archiviato dall'url originale il 20 ottobre 2014)..

### Letteratura storiografica
- G. L. Burr, "La rivoluzione carolingia e l'intervento franco in Italia", cap. XI, vol. II (L'espansione islamica e la nascita dell'Europa feudale) della Storia del Mondo Medievale, pp. 336–357.
- Gerhard Seeliger, "Conquiste e incoronazione a imperatore di Carlomagno", cap. XII, vol. II (L'espansione islamica e la nascita dell'Europa feudale) della Storia del Mondo Medievale, pp. 358–396.
- (FR) Jules Hénocque, Histoire de l'abbaye et de la ville de Saint-Riquier, vol. 1, Amiens, A. Douillet, 1880,  pp. 112 e segg.